# Gogo brevibarbis
Gogo brevibarbis és una espècie de peix de la família dels ancàrids i de l'ordre dels siluriformes.

## Morfologia
- Els mascles poden assolir 25 cm de longitud total.[2][3]

## Hàbitat
És un peix d'aigua dolça i de clima tropical.

## Distribució geogràfica
Es troba als rius de la costa oriental de Madagascar.